# Patrice Loko
Patrice Loko (Sully-sur-Loire, 6 de fevereiro de 1970) é um ex-futebolista da França, que jogou na posição de avançado.

## Carreira
Patrice Loko representou o seu país na Euro 1996. 